# Diário Popular (Portugal)
O Diário Popular foi um jornal diário, lisboeta e vespertino, de grande tiragem em Portugal. Publicou-se entre 22 de setembro de 1942 e 28 de setembro de 1991. Teve o primeiro suplemento regular de informática do país, o Bit-Bit.
Foi responsável pelo refrescamento da abordagem jornalística na reportagem dos grandes acontecimentos portugueses. Nesse campo, o repórter Urbano Carrasco foi a principal figura do jornal nas décadas de 1950, 1960 e 1970, narrando com ritmo, rigor e entusiasmo a erupção do vulcão dos Capelinhos em 1957, a tomada de Goa em 1961-1962, entre muitas outras reportagens. Nos Capelinhos, ao serviço do Diário Popular, Carrasco realizou inclusivamente uma proeza tão desmedida como lendária. Durante a erupção da Ilha Nova (ou Ilha do Desespero), entre Setembro de Outubro de 1957, Carrasco e o operador da RTP Carlos Tudela desafiaram a lava e as cinzas para ali depositar uma bandeira portuguesa.
Em Outubro de 1961 publica um suplemento dedicado às colónias portuguesas: Diário Popular dedicado ao Ultramar Português.
A renovação da administração, a meio da década de 1950, trouxe para o jornal novos métodos de gestão e uma dupla inovadora de administradores, constituída por Francisco Pinto Balsemão (tio do fundador do jornal Expresso) e Guilherme Brás de Medeiros, que viria a presidir ao Sporting Clube de Portugal. Ambos viriam a incutir no jornal uma marca muito própria, associada à organização de eventos e de iniciativas comerciais (como as Noivas de Lisboa, os concursos e passatempos ou a distinção para as melhores marchas) capazes de gerar mais receitas.
Sob a direcção de Martinho Nobre de Mello, o jornal vespertino primou pela aposta regular em enviados-especiais aos principais acontecimentos nacionais ou mundiais. Nesse espírito, o Diário Popular esteve representado na crise da Palestina em 1956 por José de Freitas, no primeiro esforço de industrialização da China em 1962 por Mário Rosa e, dois anos mais tarde, José de Freitas, em missão no interior da China, avistou mesmo uma enigmática nuvem em forma de cogumelo, interpretada como indício de testes com a bomba atómica. Através de várias parcerias com a imprensa estrangeira, o Diário Popular publicou durante várias décadas crónicas exclusivas para Portugal de repórteres ingleses, franceses e norte-americanos consagrados. Um desses homens foi o francês Jules Sauerwein, que colaborou durante três décadas com o jornal da Travessa Luz Soriano. A partir dos anos 70, o DP contou também entre os seus colaboradores externos, com o jornalista Carlos Fino, da RTP, como correspondente do jornal em Moscovo. 
Era propriedade da empresa Radioprel - Sociedade de Actividades Gráficas e Editoriais, Limitada. Alguns dos grandes chefes de redacção foram Abel Pereira, Acácio Barradas e Ângelo Granja.
Em 1976, a empresa proprietária do Diário Popular foi nacionalizada, uma vez que, devido à nacionalização da banca no ano anterior, o Estado passou a ser accionista minoritário ou maioritário do capital social de vários jornais, entre eles o Diário Popular.
Numa primeira fase, a empresa foi fundida com a proprietária de O Século mas em 1979, com o Decreto-Lei 465-A/79, as duas empresas foram separadas uma vez que O Século terminou a sua publicação, e os seus activos vendidos para liquidação.
No final dos anos 80, o Governo liderado por Aníbal Cavaco Silva inicia a privatização dos jornais detidos directa ou indirectamente pelo Estado, e assim, o título e o parque gráfico do Diário Popular são alienados pelo Estado, em separado. A EPDP ficou assim impedida de prosseguir o seu objecto estatutário e foi extinta, com o Decreto-Lei 1/90. O jornal foi vendido ao grupo PEI (Projectos, Estudos, Informação), fundado por Pedro Santana Lopes e Rui Gomes da Silva, que detinha à época a revista Sábado, o jornal O Liberal, o jornal Record (também adquirido ao Estado) e a Rádio Geste.
A 28 de setembro de 1991, o Diário Popular cessa a sua publicação. Uma das razões que se apontam para o fecho do jornal foi o prejuízo mensal de 3 mil contos (cerca de 15 mil euros). Em contrapartida, o parque industrial do jornal assegurava vários trabalhos de impressão para outras publicações periódicas, e, portanto, o conjunto "jornal" (entendido como o título, a publicação em si, e todos os trabalhadores incluindo os jornalistas) e "tipografia" associada era, na verdade, lucrativo. Mas com a separação do parque industrial e do título Diário Popular, o jornal entrou numa situação deficitária. Outra razão terá sido o facto de jornais vespertinos estarem em contínua queda de vendas, com a alteração dos hábitos de vida dos leitores e a ascensão de outros meios de comunicação como a rádio e a televisão.
O Diário Popular contou nos seus quadros com jornalistas bem conhecidos, como António Tinoco, Abel Pereira, Urbano Carrasco, Fernando Correia, Fernando Teixeira, José de Freitas, Rodrigues da Silva, António Rêgo Chaves, José Antunes, Mário Rocha, Costa Júnior, Marina Tavares Dias, Paulo David, Manuel Gonçalves da Silva, Maria Antónia Palla, Margarida Silva Dias, Acácio Barradas, Adelino Cardoso, Baptista Bastos, Cristina Baptista, Humberto Vasconcelos, Eduardo Guerra Carneiro, António Silva Moura, Ricardo Ornelas, Aurélio Márcio, Jacinto Baptista, Ferreira Simões, José António Salvador, Júlio Pinto, Luís de Forjaz Trigueiros, Manuel Neto e Paulo Querido (colaborador do suplemento de informática) e com a direcção de arte Edmundo Tenreiro e Luís Tenreiro entre muitos outros.